# Ablectia rufescens
Ablectia rufescens är en insektsart som beskrevs av Sjöstedt 1921. Ablectia rufescens ingår i släktet Ablectia och familjen gräshoppor. Inga underarter finns listade i Catalogue of Life.

## Bildgalleri

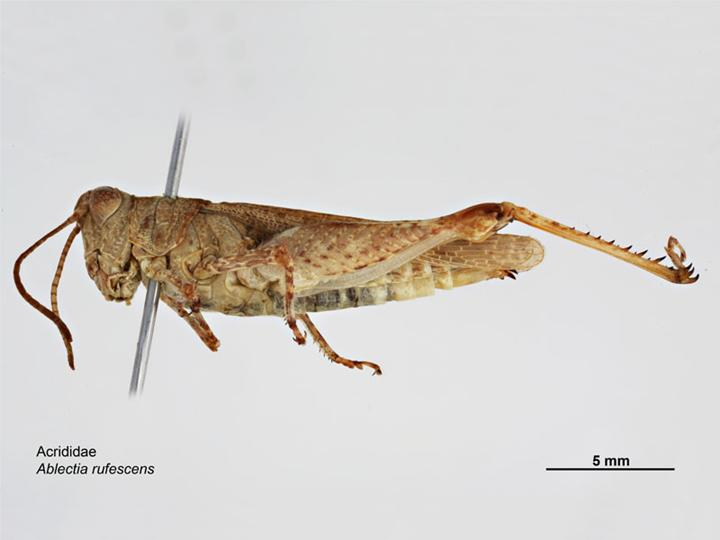
Ablectia rufescens (hona).